# Frati francescani dell'Immacolata
I frati francescani dell'Immacolata (in latino Congregatio Fratrum Franciscanorum Immaculatae) sono un istituto religioso maschile di diritto pontificio riconosciuto dalla Chiesa cattolica nel 1990. I membri di questa congregazione clericale pospongono al loro nome la sigla F.I.

## Storia
La storia di questo istituto ha inizio il 2 agosto 1970 dopo che cinque anni prima padre Stefano Maria Manelli O.F.M. Conv. aveva meditato e approfondito le Fonti Francescane e gli scritti di san Massimiliano Maria Kolbe, soprattutto dopo il Concilio Vaticano II che con il decreto Perfectae Caritatis invitava al ritorno alle fonti originarie per un rinnovamento della vita consacrata. Il 24 dicembre 1969 padre Manelli chiede al superiore generale dei Frati Minori Conventuali, padre Basilio Heiser, di avviare una nuova esperienza di vita francescana. Il superiore asseconda l'istanza chiedendo a padre Manelli di preparare un programma di vita per questa comunità religiosa rinnovata. Nasce così la Traccia mariana di vita francescana accettata con benevolenza dal Superiore.
Il 2 agosto 1970, padre Stefano Maria Manelli e padre Gabriele Maria Pellettieri, frati minori conventuali, entrano per la prima volta in quella che sarà considerata la casa madre dell'Istituto dei frati francescani dell'Immacolata. La nuova casa madre è a Frigento (in provincia di Avellino), sullo spartiacque tra la valle dell'Ufita e la conca del Fredane a oltre 900 metri sul livello del mare. La casa è attigua al santuario della Beata Vergine del Buon Consiglio, una piccola chiesa e una piccola casa, un convento con poche celle e pochi altri ambienti. A Frigento vengono eretti, vista la fioritura vocazionale, prima il noviziato (1971) e cinque anni dopo lo studentato.
Quel gruppo di frati viene riconosciuto dalla Chiesa venti anni dopo, nel 1990, come nuovo dono e realtà. Infatti, il 22 giugno 1990, solennità del Sacro Cuore di Gesù, l'allora arcivescovo di Benevento Carlo Minchiatti, “per decisione del santo Padre” (cfr Segreteria di Stato Prot. n. 258.501), firmò il decreto di erezione del nuovo Istituto di Diritto diocesano, e il 23 giugno 1990, festa del Cuore Immacolato di Maria, ci fu l'erezione effettiva dell'Istituto presso il Centro La Pace di Benevento, con la professione dei voti di circa 30 religiosi. La novità proposta dai fondatori consiste nell'aver sviluppato oltre ai tre già noti voti (di povertà, castità e obbedienza) un quarto voto denominandolo "voto mariano": questo voto viene emesso nella professione religiosa al primo posto seguito dai voti dell'obbedienza, della povertà e della castità. La rapida crescita dello stesso nel mondo e le credenziali dei Vescovi nelle cui diocesi si trovavano le case dell'Istituto, portò il 1º gennaio 1998, solennità della Madre di Dio, al riconoscimento pontificio (cfr. CRIS Prot. n. B 242-1/94).

### Conflitti
Dopo la pubblicazione del motu proprio di papa Benedetto XVI Summorum Pontificum del 7 luglio 2007, che permetteva l'uso del Messale Romano del 1962, il fondatore, padre Stefano Manelli, promosse l'uso nell'istituto della cosiddetta "forma straordinaria" del rito romano. Nel 2010 alcuni membri fecero ricorso alla Congregazione per gli istituti di vita consacrata e per le società di vita apostolica contro l'imposizione di tale forma, che non faceva parte della normativa prima del 2007.
La Congregazione (con approvazione ex auditu di papa Francesco) in seguito ad una precedente Visita Apostolica, decise, con decreto dell'11 luglio 2013, il commissariamento della Congregazione. Il commissariamento è giunto dopo diverse accuse sia di natura sessuale che di natura economica che hanno travolto l'ordine religioso, accuse respinte da P. Manelli.
Il 21 novembre 2016 dopo circa un anno di indagini, il Pubblico Ministero presso il Tribunale di Avellino, dott. A. Del Bene, ha chiesto l’archiviazione del procedimento nei confronti del fondatore dei Frati Francescani dell’Immacolata p. Stefano Mannelli. L’esito delle indagini ha fatto chiarezza sulle ipotesi di accusa archiviandole. 
Il decreto emesso dalla Congregazione presieduta dal cardinale João Braz de Aviz intaccò il divieto ai frati di celebrare la messa secondo la forma straordinaria del rito romano. Si obiettò che tale decisione sembrava contraddire le disposizioni contenute nella legge universale della Chiesa allora stabilita nel 2007 da papa Benedetto XVI con il motu proprio Summorum Pontificum, con il quale veniva data piena libertà a tutti i sacerdoti della Chiesa latina di celebrare senza il popolo la messa del 1962. Il Commissario apostolico della congregazione, padre Fidenzio Volpi, ha sospeso dal 27 novembre 2013 le attività di tutti i Cenacoli della Missione dell'Immacolata Mediatrice, associazione di laici legati ai frati francescani dell'Immacolata.
Secondo alcune dichiarazioni rilasciate nel novembre 2013 dal cardinale Darío Castrillón Hoyos, presidente emerito della Pontificia commissione "Ecclesia Dei", il provvedimento di divieto avrebbe tuttavia carattere transitorio, anche perché la stragrande maggioranza dei frati avrebbe richiesto di poter riprendere a celebrare more antiquo.
Il Commissario apostolico della congregazione, padre Fidenzio Volpi, morì il 7 giugno 2015, dopo un'emorragia cerebrale. In seguito alla sua morte papa Francesco nominò come nuovi Commissari il salesiano padre Sabino Ardito, il gesuita Gianfranco Ghirlanda e il cappuccino Carlo Calloni.
Il commissariamento si conclude nel 2022 e, il 13 maggio di tale anno, padre Immacolato Acquali è eletto nuovo Superiore Generale.

## Carisma
Il carisma dell'Istituto è francescano-mariano, e consiste nel vivere il francescanesimo alla luce dell'Immacolata secondo la Regola bollata di san Francesco d'Assisi e la Traccia mariana di vita francescana, con un nuovo voto religioso, principale e costitutivo, il "voto mariano" della consacrazione illimitata all'Immacolata, emesso nella professione religiosa, insieme agli altri tre voti di obbedienza, povertà e castità. Il voto della consacrazione illimitata all'Immacolata riporta i francescani dell'Immacolata alle pure origini mariane del francescanesimo (Santa Maria degli Angeli) e ai recenti esempi e insegnamenti di san Massimiliano Maria Kolbe (“folle” dell'Immacolata e martire della carità), con una spinta particolare alla missionarietà e all'uso dei mass-media per l'apostolato.

## Diffusione
Al 31 dicembre 2009 la congregazione contava 53 case e 350 membri, 119 dei quali sacerdoti.
Al 31 dicembre 2010 i frati erano 352 in tutto il mondo con poco meno di duecento sacerdoti in 55 case religiose (24 in Italia, 5 nel resto d'Europa, 6 nelle Filippine, 1 in Kazakistan, 5 negli Stati Uniti d'America, 2 in Brasile, 2 in Argentina, 2 in Australia, 2 in Benin, 2 in Nigeria, 1 in Camerun, 1 in Ciad.
Al 31 dicembre 2019 i frati erano 288 in tutto il mondo con 126 sacerdoti in 43 case religiose. 

## Suore francescane dell'Immacolata
La famiglia sorella dei frati francescani dell'Immacolata, le suore francescane dell'Immacolata, è legata anch'essa alla Regola bollata di san Francesco e alla Traccia mariana di vita francescana, e professano il voto mariano di consacrazione illimitata all'Immacolata. Anch'esse hanno come padri fondatori padre Stefano Maria Manelli e padre Gabriele Maria Pellettieri, sono presenti in tutti e cinque i continenti con circa 47 case e con circa trecentocinquanta membri. Di recente hanno istituito anche una forma di vita puramente contemplativa presso monasteri chiamati "Colombai dell'Immacolata" (2 in Italia, 1 in Inghilterra e 1 nelle Filippine). Il 9 novembre 1998 le suore ottengono il riconoscimento pontificio dalla Congregazione per gli istituti di vita consacrata e per le società di vita apostolica.

## Clarisse dell'Immacolata
Il 29 luglio 2006 c'è stata l'aggregazione canonica delle "clarisse dell'Immacolata", novello ramo dell'Ordine di santa Chiara d'Assisi che segue l'originaria regola, fondato da Madre Maria Pia Miari, con 4 monasteri-roseti in Italia e con oltre 40 monache contemplative.

## Missione dell'Immacolata Mediatrice
La "Missione dell'Immacolata Mediatrice" (MIM) è l'associazione pubblica di fedeli che vive il carisma dell'Istituto secondo il proprio stato di vita e nei diversi gradi di consacrazione all'Immacolata (missionari dell'Immacolata con l'atto di consacrazione, missionari dell'Immacolata con voto privato, i terziari francescani dell'Immacolata), portando avanti la “stessa missione universale dell'Immacolata Mediatrice”. L'ispirazione originaria della fondazione MIM è nata l'8 settembre 1990 a Loreto da parte di padre Stefano Maria Manelli, approvata canonicamente una prima volta il 6 gennaio 1991 dall'arcivescovo di Benevento, la seconda volta il 24 maggio 1997 con decreto proprio dall'arcivescovo Serafino Sprovieri e in ultimo ufficialmente presentata nel decreto di erezione pontificia dei francescani dell'Immacolata, avvenuta il 1º gennaio 1998. La MIM ha un testo legislativo denominato Sentiero Mariano Serafico. I membri, diverse migliaia nel mondo, si radunano in cenacoli, presenti presso le case mariane dei FI o almeno guidate da membri FI.

## Pubblicazioni
La Casa Mariana Editrice fu fondata l'8 dicembre 1978 a Frigento, nell'Irpinia, e pubblica libri, quaderni, riviste (tra cui gli Annales Franciscan. Studi di storia, teologia e spiritualità francescana) e opuscoli diffusi nei cinque continenti per un'opera di apostolato e formazione religiosa. Principalmente, le pubblicazioni sono fuori commercio e si finanziano tramite libere donazioni volontarie per consentire anche ai meno abbienti di poterle leggere. 